# シャルル・ルイ・アルフォンス・ラヴラン
シャルル・ルイ・アルフォンス・ラヴラン（Charles Louis Alphonse Laveran、1845年6月18日-1922年5月18日）は、フランスの病理学者。1907年にノーベル生理学・医学賞を受賞した。

## 生涯
フランスのパリで生まれる。父親は陸軍の外科医であり、父の後を継ぐことになった。パリで学んだ後、ストラスブール医科大学で医学を修め、1867年に卒業。普仏戦争開戦のため、陸軍の外科医となった。アルジェリア植民地など、各地の軍の駐屯地を歴任する。1896年退役。パリのパスツール研究所に入所。マラリア原虫を発見した功績により、1895年にコテニウス・メダル、1907年にノーベル生理学・医学賞を受賞する。賞金は熱帯医学研究室開設（パスツール研究所）に投じた。1908年には外来性病理学協会を設立する。パリで没した。

## 研究・発見
ラヴランがマラリアを研究対象としたのは、1878年から1883年まで軍の赴任先であったアルジェリアでマラリアが流行していたからである。ラヴランが研究を始めた当時は、マラリアの原因は沼地の悪い空気であると言われていた。一方、マラリア患者の血液を光学顕微鏡で観察すると透明な袋に包まれた黒い粒が赤血球内部に見えることは知られていた。1880年、ラヴランはこの粒が原生動物であることを発見する。同一のマラリア患者から連続的に採血し、原生動物が血球内で成長する様子を記録、最終的には胞子を形成することを見出した。胞子が赤血球を破って血液中に放出される時期と患者の体温が急速に上昇する時期が一致することも発見した。
このほか、内臓リーシュマニア症の原因となるドノバン リーシュマニア Leishmania donovani、ツェツェバエによって感染するアフリカ睡眠病（トリパノソーマ症）などを研究していた。

## 著書
- Traité des maladies et épidémies des armées，「軍隊における疾病と流行病」（1875年）
- Trypanosomes and trypanosomiasis，「トリパノソーマとトリパノソーマ症」（1904年）